# Особняк Врангеля
Особняк архитектора Михаила Врангеля — имение главного архитектора Севастополя в 1920—1930 годах. Памятник градостроительства и архитектуры начала XX века. Отличается неприхотливыми прямоугольными формами декоративного оформления окон и наличием строгой симметрии. До национализации имения советской властью им владел архитектор имения — Михаил Врангель. Здание не подлежит приватизации. Находится в Балаклаве по адресу улица Калича, 19.